# Ulf Landmesser
Ulf Landmesser (* 24. November 1970 in Dresden) ist ein deutscher Kardiologe und Internist. Vom 1. Oktober 2014 bis zum Zusammenschluss der kardiologischen Abteilungen der Charité mit dem Deutschen Herzzentrum Berlin (DHZB) am 1. Januar 2023 war Ulf Landmesser Direktor der Klinik für Kardiologie am Campus Benjamin Franklin der Charité und ärztlicher Leiter des CharitéCentrums für Herz-, Kreislauf- und Gefäßmedizin an der Charité Universitätsmedizin Berlin. Seit dem 1. Januar 2023 ist er Direktor der Klinik für Kardiologie, Angiologie und Intensivmedizin am Campus Benjamin Franklin des Deutschen Herzzentrums der Charité (DHZC) und Bereichsvorstand des DHZC. Er ist Universitätsprofessor der Charité und des Berliner Instituts für Gesundheitsforschung sowie seit 2022 Direktor des Friede Springer – Cardiac Prevention Center at Charité.

## Leben
Landmesser studierte von 1990 bis 1997 Humanmedizin an der Medizinischen Hochschule Hannover, der University of Connecticut, School of Medicine in Farmington, CT/ USA und am Imperial College London, National Heart & Lung Institute. 1998 promovierte sich Landmesser an der Medizinischen Hochschule Hannover.
Im Anschluss an einen zweijährigen Forschungsaufenthalt am Department of Cardiology der Emory University in Atlanta, USA, als Stipendiat der Alexander-von-Humboldt-Stiftung (2000–2001), kehrte Landmesser nach Hannover zurück und habilitierte sich 2005 über das Thema Oxidativer Stress und endotheliale Dysfunktion bei kardiovaskulären Erkrankungen. Nach Anerkennung der Facharztausbildung für Kardiologie und Innere Medizin wurde er als klinischer Oberarzt an das Universitätsspital Zürich gerufen. 2010 wurde er durch die Medizinische Fakultät und die Universitätsleitung der Universität Zürich zum Professor ernannt. Dann folgte die Beförderung zum leitenden Arzt und zum Mitglied der Klinikleitung sowie 2012 zum stellvertretenden Klinikdirektor der Klinik für Kardiologie des Universitätsspitals Zürich. Von 2014 bis 2022 war Landmesser Klinikdirektor der Klinik für Kardiologie an der Charité. und ab 2016 ärztlicher Leiter des CharitéCentrum für Herz-, Kreislauf- und Gefäßmedizin (CC11) an der Charité Universitätsmedizin Berlin. Mit dem Zusammenschluss der kardiologischen Abteilungen der Charité und dem Deutschen Herzzentrum Berlin zum Deutschen Herzzentrum der Charité (DHZC) am 1. Januar 2023 wurde Landmesser Bereichsvorstand des DHZC und Direktor der DHZC-Klinik für Kardiologie, Angiologie und Intensivmedizin am Campus Benjamin Franklin.
Landmesser ist außerdem Deputy Editor des European Heart Journals und Experte für interventionelle Kardiologie, katheterbasierte Darstellung von Herzkranzgefäß- und Herzklappenerkrankungen sowie kardiovaskulärer Prävention.

## Wissenschaftliche Beiträge
Forschungsarbeiten von Professor Landmesser beschäftigen sich mit Mechanismen, welche zur koronaren Herzerkrankung und insbesondere zum Herzinfarkt führen sowie mit neuen katheter-basierten diagnostischen und therapeutischen Verfahren der Herzmedizin. Die Arbeitsgruppe um Professor Landmesser beschäftigt sich insbesondere mit der Gefäßfunktion und der Rolle der Lipide bei der koronaren Herzerkrankung und konnte u. a. aufzeigen, dass das High-Density Lipoprotein (HDL), das sog. „gute“ Cholesterin sich bei Patienten mit Herzkranzgefäßerkrankung oder Nierenfunktionsstörung so verändert ist, dass es gefäßschützende Eigenschaften verliert, was mit erklären könnte, warum ein therapeutisches Anheben des HDL nicht unbedingt zu einer Verringerung des kardiovaskulären Risikos führen kann. Weiterhin validierte die Arbeitsgruppe um Professor Landmesser neue hochauflösende katheter-basierte Bildgebungsverfahren der Herzkranzgefäße und untersuchte neue katheter-basierte Verfahren zur Schlaganfallprophylaxe. Landmesser hat weiterhin aktiv in der Task Force der Europäischen Gesellschaft für Kardiologie (ESC) zur Erarbeitung der europäischen Behandlungsrichtlinien für die Herzkranzgefäßerkrankung gearbeitet.
Seit 2019 gehört Landmesser zu den meistzitierten Wissenschaftlern der Welt.

## Mitgliedschaften in wissenschaftlichen Vereinigungen
Landmesser ist Mitglied der Deutschen Gesellschaft für Kardiologie (DGK e.V.) sowie der Schweizerischen Gesellschaft für Kardiologie.  Am 14. April 2023 wurde Landmesser durch die Mitgliederversammlung der DGK zum Tagungspräsidenten der DGK-Jahrestagung 2025 gewählt. Seit 2009 ist Landmesser Mitglied der European Society of Cardiology (ESC), wo er in mehreren Leitlinien-Kommissionen arbeitet.

## Ehrungen
2001 erhielt er den „Outstanding Fellows in Cardiology Special Recognition Award“ des Cardiology Fellows Forum of Excellence, Anaheim, CA (USA). 2003 verlieh die Braukmann Wittenberg Stiftung der Medizinischen Hochschule Hannover Landmesser den „Braukmann Wittenberg Award“. Ebenfalls von der Medizinischen Hochschule Hannover erhielt er 2005 den „Jan Brod Preis“. 2012 wurde Landmesser mit dem „Georg Friedrich Götz Preis“, dem offiziellen Preis der Medizinischen Fakultät der Universität Zürich, ausgezeichnet.